# 陳雨航
陳雨航（1949年1月5日—），台灣文學作家，原籍高雄美濃客家人、花蓮縣出生。曾任職三峽國中、《中國時報》編輯、主編。
1992年，與蘇拾平共同創立麥田出版，並擔任總編輯。
陳雨航的代表作品有《策馬入林》（1976）、《小鎮生活指南》（2012）等。

## 學歷
- 中國文化大學藝術碩士
- 國立臺灣師範大學歷史系學士

## 經歷
- 2018年臺中市政府文化局邀請方梓、方耀乾、王金選、平路、石德華、向陽、宇文正、吳晟、李如青、李勤岸、曹俊彥、陳幸蕙、陳憲仁、陳雨航、曾貴海、楊翠、楊錦郁、劉克襄、蔡素芬、蕭蕭、鍾永豐、鍾怡雯等國內作家、詩人組成本屆評審團[4]。

任職《中國時報》編輯時，因報導《兒子的大玩偶》「削蘋果事件」而被開除。

## 作品

### 短篇小說集
- 《策馬入林》[6]（爾雅出版社，1985；後有王童執導同名改編電影）。
- 《天下第一捕快》[7]（出版時間不詳）。

### 長篇小說
- 《小鎮生活指南》（麥田出版，2012）。

### 散文集
- 《日子的風景》（馬可孛羅，2015）。
- 《小村日和》（九歌出版社，2016）。